# Maite Delgado
Maite Coromoto Delgado González (Valle de Guanape, 20 de septiembre de 1966) es una presentadora, modelo y exreina de belleza venezolana. Una de las figuras más importantes en el entretenimiento de dicho país.

## Biografía
Maite Delgado nació en la ciudad de Valle de Guanape, Anzoátegui, Venezuela. Estudio su bachiller en Ciencias y Humanidades, además de realizar estudios de locución comercial y especializarse como modelo profesional. Tras haber participado en el Miss Venezuela 1986, donde logró el tercer lugar, y haber recibido el título de Miss Turismo Internacional 1986 en Santo Domingo, República Dominicana, debuta como presentadora en el programa matutino de variedades Complicidades de Venevisión en el mismo año.

### Vida personal
Maite Delgado se casó el 22 de octubre de 1994 con el tenista Alfonso González-Mora, más conocido como Alfonso Mora con quien tiene dos hijos fruto de su matrimonio. Actualmente, Maite vive en la isla de Aruba.

## Carrera
Tras haber debutado en Complicidades, Delgado pasaría a animar diversos espacios como Circo Cómplice y El País de Caramelo dedicados a la teleaudiencia infantil en los años 1990. También participa en programas benéficos como Unidos contra el Cáncer, La Sonrisa de un niño sano (Hospital Ortopédico infantil), Teleradio Pabellón (Hospital San Juan de Dios), además de programas especiales como Señorita Belleza 1989 y la premiación del Meridiano de Oro desde 1990 hasta 1993.
En 1989 protagonizó la serie de comedia de Venevisión, ¡Qué chicas!. Posteriormente, pasa a animar eventos fuera de Venezuela, como los certámenes Señorita México 1988 en Veracruz, México, Miss Hispanidad 1991 en Miami, Estados Unidos, además de tener una participación especial en el Festival Internacional de Viña del Mar 1996 en Chile, y el Carnaval de la Calle 8 en Miami, Estados Unidos.
En 1992 presenta durante cinco años Giros TV, un matutino que se emitía de forma diaria en Venezuela, donde su particular formato era una escenografía rotatoria. En 1997, se estrena Maite, un talk show de Venevisión, que se transmitía diariamente en los Estados Unidos, Centroamérica y Latinoamérica. Entre las personalidades que ha entrevistado están: Juan Gabriel, Luis Miguel, Thalía, Ricky Martin, Shakira, Chayanne, Gilberto Santa Rosa, Elvis Crespo, Ricardo Montaner, entre otros. El programa se suspendería posteriormente por su segunda maternidad.
A partir de 1997, y hasta 2010, asume la animación principal del certamen Miss Venezuela, después de que Bárbara Palacios dejara vacante el puesto. En el 2003 participaría como presentadora invitada durante una semana en el matutino de Univision, Despierta América. 
En 2002, pasa a animar el concurso Qué dice la Gente, una adaptación venezolana de la franquicia Family Feud donde dos familias compiten mencionando las respuestas más populares a las preguntas realizadas mediante una encuesta para ganar dinero en efectivo y premios, y donde Delgado sería la primera animadora femenina en la historia de la franquicia. 
En 2004 estrenó un programa de concursos basado en el conocimiento del territorio venezolano, Todo por Venezuela, a la vez comienza a grabar Te llegó la Suerte para la cadena Telefutura, marcando su regreso a la televisión hispana de los Estados Unidos.
En 2009 fue la presentadora del especial "Celebrando a Juan Gabriel", realizado en Las Vegas, Estados Unidos, en el marco de los Latin Grammy del mismo año.
En octubre de 2010, anima el Miss Venezuela, por decimotercer año conduciendo el certamen, esta vez desde la ciudad de Maracaibo, Zulia. Ese mismo año debuta en Unión Radio, conduciendo Micros de Conciencia Social y ciudadana. En agosto del mismo año, la Revista Estampas en su 75 aniversario la elige como directora de una edición especial, y obtiene una exclusiva, no sólo para la revista sino graba un especial de televisión, con su amigo, Juan Gabriel en Cancún, México. 
El 19 de enero de 2011, Delgado anunció su decisión de no renovar su contrato con Venevisión, después de 25 años en el canal de televisión, con el motivo de buscar nuevos horizontes en su carrera profesional», así lo anuncia en su Twitter en un comunicado de prensa. En 2012, luego de una pequeña pausa, Maite anuncia su regreso a la televisión a través de Televen estrenando El Show de Maite, espacio semanal emitido los sábados donde se entrevistaban a personajes de la farándula venezolana e internacional como Juan Gabriel, Jennifer López, Chino y Nacho, Juanes, Oscar de León, Catherine Fulop, Franco De Vita, Boris Izaguirre y Daniel Sarcos.
En octubre de 2013, Maite Delgado regresa nuevamente a Venevisión para conducir por decimocuarta ocasión el Miss Venezuela, junto a Leonardo Villalobos y Mariángel Ruiz, desde el Poliedro de Caracas. En octubre de 2014 tuvo una breve aparición en un pre-opening ya grabado para el Miss Venezuela 2014 junto con Osmel Sousa. En octubre de 2015 regresó como animadora invitada por 15⁰ año el Miss Venezuela, junto a Leonardo Villalobos, Mariángel Ruiz y María Gabriela Isler desde el Estudio 1 de Venevisión.
En 2018, pasa a ser la animadora oficial del certamen Miss Earth Venezuela, emitido por Globovisión, certamen que animó durante solo dos ediciones. Debido a su participación como animadora, Delgado fue acusada de que tuviera nexos con el empresario venezolano y dueño de la cadena de televisión venezolana, Globovisión, Raúl Gorrín, quien fue acusado por la justicia de Estados Unidos por el presunto delito de lavado de capitales, hecho que fue negado por la animadora a través un comunicado por las redes sociales.
En septiembre de 2022, Venevisión anunció el regreso de Maite Delgado como animadora principal para conmemorar los 70 años del Miss Venezuela.

## Filmografía

### Televisión
| Año                                    | Programa/Evento                            | Cadena      | Notas                             |
| -------------------------------------- | ------------------------------------------ | ----------- | --------------------------------- |
| 1986–1989                              | Complicidades                              | Venevisión  | Anfitriona                        |
| 1989                                   | Dibuje y gane                              | Venevisión  | Anfitriona                        |
| 1990–1993                              | Premio Meridiano de Oro                    | Venevisión  | Anfitriona                        |
| 1992–1996                              | Giros TV                                   | Venevisión  | Anfitriona                        |
| 1997–2001                              | Maite                                      | Venevisión  | Anfitriona                        |
| 1997–2010, 2013, (2015), 2022-presente | Miss Venezuela                             | Venevisión  | Presentadora (Animadora Invitada) |
| 2003                                   | Despierta América                          | Venevisión  | Animadora invitada                |
| 2003                                   | Por La Puerta Grande                       | Venevisión  | Anfitriona                        |
| 2001–2003                              | Qué Dice La Gente                          | Venevisión  | Anfitriona                        |
| 2004–2006                              | Todo por Venezuela                         | Venevisión  | Anfitriona                        |
| 2005                                   | Te llegó la Suerte                         | Venevisión  | Anfitriona                        |
| 2009                                   | 10.ª edición de los Premios Grammy Latinos | Univisión   | Presentadora de un premio         |
| 2012                                   | El Show De Maite                           | Televen     | Anfitriona                        |
| 2017–2018                              | Miss Earth Venezuela                       | Globovisión | Presentadora                      |

## Reconocimientos

### Premios
| Año                    | Galardón                                           | Premio                                                                                               |
| ---------------------- | -------------------------------------------------- | --- |
| 1992                   | A.C.E, (Asociación de Críticos de Nueva York 1999) | Premio Nacional del Artista, Meridiano de Oro, Mara de Oro.                                          |
| 2000                   | E! Entertainment Television                        | Celebrity Of The Year                                                                                |
| 1997                   | PREMIOS INTER                                      | Presentadora hispana del año                                                                         |
| 2003                   | El Universo del Espectáculo                        | El Galardón                                                                                          |
| Año                    | Proveedor                                          | Reconocimiento                                                                                       |
| 2004, 2005, 2006, 2007 | Univision.com                                      | Las Cinco Mujeres Más Elegantes de los «Premios Lo Nuestro»                                          |
| 2007                   | Encuestas Publicitarias                            | La Primera mujer en las Encuestas Publicitarias con Mayor Credibilidad en el Mercado[cita requerida] |

- A lo largo de su trayectoria ha sido homenajeada con los siguientes premios como presentadora de televisión: A.C.E, (Asociación de Críticos de Nueva York 1999), Premio Nacional del Artista 1991, 1992, 1993, 1994, 1996, 1997, 1898. Meridiano de Oro 1988, 1989, 1990, 1991 y 1992. Mara de Oro 1989.
- El 8 de diciembre de 2000 recibe el premio Celebrity of the year como celebridad del mundo latino por la cadena «E! Entertainment Television», distinción que obtuvo el año pasado el boricua Ricky Martin y la mexicana Thalía.
- En junio de 2003, gana en Miami el PREMIO INTER como Presentadora hispana del Año.
- En febrero de 2004 es elegida por el Portal Univision.com entre las cinco mujeres más elegantes de los Premios Lo Nuestro.
- En febrero de 2005, 2006 y 2007 por el portal Univision.com nuevamente está entre las cinco mujeres más elegantes de los Premios Lo Nuestro.
- En junio de 2007 «El Universo del Espectáculo» le entregó a Maite Delgado «El Galardón» del mismo nombre.